# Elkton (Maryland)
Elkton to miejscowość w stanie Maryland, w Stanach Zjednoczonych, siedziba administracyjna hrabstwa Cecil. Według spisu ludności w roku 2000 miasto miało 11 893 mieszkańców.